# Simple Dreams
Simple Dreams és el vuitè àlbum d'estudi de la cantant nord-americana Linda Ronstadt, publicat el 1977 per Asylum Records. Inclou diverses de les seves cançons més conegudes, inclosa la versió de la cançó dels Rolling Stones "Tumbling Dice" (presentada a la pel·lícula FM) i la seva versió de la cançó de Roy Orbison "Blue Bayou", que li va valer una nominació al Grammy per l'àlbum de l'any. L'àlbum també conté una versió de la cançó de Buddy Holly "It's So Easy!" (va arribar al top-5) i les cançons de Warren Zevon "Poor Poor Pitiful Me" (un altre top-40) i "Carmelita". L'àlbum va ser el més venut de la seva carrera, i en aquell moment va ser el segon àlbum més venut d'una artista femenina (només darrere del Tapestry de Carole King), i es va situar com a número 1 del Billboard 200, i número 15 de la UK Albums Charts del Regne Unit. Va ser el seu primer àlbum des de Heart Like a Wheel sense la col·laboració musical d'Andrew Gold. Inclou diversos de la sessió que van aparèixer als seus àlbums anteriors, inclosos els guitarristes Dan Dugmore i Waddy Wachtel, el baixista Kenny Edwards i el productor i multiinstrumentista Peter Asher.
Va ser certificat triple disc de platí per la RIAA, que acrediten unes vendes de 3 milions de còpies.

## Llista de cançons
| 1. | «It's So Easy»             | 2:27 |
| 2. | «Carmelita»                | 3:07 |
| 3. | «Simple Man, Simple Dream» | 3:12 |
| 4. | «Sorrow Lives Here»        | 2:57 |
| 5. | «I Never Will Marry»       | 3:12 |

| 1.            | «Blue Bayou»           | 3:57  |
| 2.            | «Poor Poor Pitiful Me» | 3:42  |
| 3.            | «Maybe I'm Right»      | 3:05  |
| 4.            | «Tumbling Dice»        | 3:05  |
| 5.            | «Old Paint»            | 3:05  |
| Durada total: | Durada total:          | 31:49 |

## Llistes d'èxits
| Llistes (1977–78)             | Posició |
| ----------------------------- | ------- |
| Australian Kent Music Report  | 1       |
| Canadian Albums Chart         | 1       |
| Dutch Albums Chart            | 8       |
| French SNEP Albums Chart      | 15      |
| Japanese Oricon LPs Chart     | 38      |
| New Zealand Albums Chart      | 2       |
| Swedish Albums Chart          | 46      |
| UK Albums Chart               | 15      |
| U.S. Billboard Pop Albums     | 1       |
| U.S. Billboard Country Albums | 1       |

| Llistes (1977)        | Posició |
| --------------------- | ------- |
| Billboard 200         | 1       |
| Canadian Albums Chart | 18      |

| Llistes (1978)          | Posició |
| ----------------------- | ------- |
| Australian Albums Chart | 4       |
| Canadian Albums Chart   | 54      |
| Dutch Albums Chart      | 63      |
| French Albums Chart     | 31      |
| U.S. Billboard 200      | 8       |

## Músics
- Linda Ronstadt – veus principals, veus de suport (1, 10), guitarra acústica (5, 10), arrangaments (5, 10)
- Dan Dugmore – guitarra acústica (1, 2), guitarra steel (3, 6), guitarra elèctrica (9)
- Waddy Wachtel – guitarra elèctrica (1, 2, 7, 8, 9), veus de suport (1, 2, 9), guitarra acústica (2, 5, 6, 8), solo slide de guitarra (9)
- Mike Auldridge – dobro (5, 10)
- Don Grolnick – clavinet (1, 7), organ (2), piano elèctric (3, 6), piano acústic(4, 9)
- Kenny Edwards – baix (1, 2, 3, 6-9), veus de suport (1, 2, 6, 7, 9, 10), mandolina (6)
- Rick Marotta – percussions (1, 2, 3, 6, 7, 9), syndrums (2, 6, 7), shaker (3), cowbell (6)
- Steve Forman – marimba (6)
- Peter Asher – veus de suport (1, 8, 10), tambourine (7), maracas (7)
- David Campbell – arrangements de corda (3), viola (3)
- Dennis Karmazyn – cel·lo (3)
- Charles Veal – violí (3)
- Richard Feves – baix (3)
- Dolly Parton – veus armòniques (5)
- Don Henley – veus de suport (6)
- Larry Hagler – veus de suport (7)
- JD Souther – veus de suport (8)
- Herb Pedersen – veus de suport (10)

### Producció
- Productor – Peter Asher
- Gravació i mescles Val Garay
- Assistent de gravació i mescles – Mark Howlett
- Enregistrament Doug Sax a The Mastering Lab (Hollywood, CA).
- Disseny de la portada – Kosh
- Fotografia – Jim Shea